# Luboš Špáta
Luboš Špáta (* 30. června 1941) byl český a československý lékař a politik, po sametové revoluci poslanec Sněmovny lidu Federálního shromáždění za Občanské fórum.

## Biografie
Profesně je k roku 1990 uváděn jako lékař, bytem Ústí nad Orlicí.
V lednu 1990 zasedl v rámci procesu kooptací do Federálního shromáždění po sametové revoluci do Sněmovny lidu (volební obvod č. 81 – Ústí nad Orlicí, Východočeský kraj) jako bezpartijní poslanec, respektive poslanec za Občanské fórum. Ve Federálním shromáždění setrval do svobodných voleb roku 1990